# Piazze principali di Malta
Le piazze (in Maltese: pjazez o msieraħ) di Malta, sono tipiche piazze tradizionali con una chiesa al centro.

## Asciac
- Wesgħet Bir id-Deheb (Piazza dell'Oro)
- Misraħ San Filippu (Piazza San Filippo)

## Attard
- Misraħ Sant'Anna (Piazza Sant'Anna)

## Baia di San Paolo
- Misraħ il-Bajja (Piazza della Baia)
- Wesgħa l-Kennija (Piazza Chennìa)

## Balzan
- Pjazza Bertu Fenech (Piazza Roberto Fenech)

## Birchircara
- Misraħ Joseph Briffa (Piazza Giuseppe Briffa)
- Pjazza l-Eroj (Piazza degli Eroi)
- Misraħ il-Ferrovija (Piazza della Ferrovia)
- Misraħ Karmenu Rizzo (Piazza Carmelo Rizzo)
- Misraħ San Alwiġi (Piazza San Luigi)
- Misraħ Santa Liena (Piazza Sant'Elena)
- Misraħ it-Tiġieġ (Piazza Poli)

## Birzebbugia
- Misraħ Ħamilkar Barka (Piazza Amilcare Barca)
- Misraħ il-Knisja (Piazza della Chiesa)
- Misraħ il-Qalb Imqaddsa (Piazza del Sacro Cuore)
- Misraħ ir-Repubblika (Piazza della Repubblica)
- Misraħ is-Summit Bush-Gorbachev (Piazza Summit Bush-Gorbachev)

## Calcara
- Misraħ l-Arċisqof Gonzi (Piazza dell'Arcivescovo Gonzi)

## Chircop
- Misraħ Ħal Kirkop (Piazza di Chircop)
- Misraħ San Anard (Piazza San Leonardo)
- Misraħ iż-Żerniq (Piazza di Sole)

## Cospicua
- Misraħ Bonniċi (Piazza Bonnici)
- Misraħ Bormla (Piazza Burmola o Cospicua)
- Misraħ Gavino Gulia (Piazza Gavino Gulia)
- Misraħ Santa Margerita (Piazza Santa Margherita)

## Crendi
- Misraħ Tal-Maqluba (Piazza di Macluba)
- Misraħ San Mattew (Piazza San Matteo)
- Misraħ Santa Marija (Piazza Santa Maria)

## Curmi
- Misraħ Ġużè Flores (Piazza dei Fiori)
- Pjazza tal-Ġnien (Piazza del Giardino)
- Misraħ il-Kittieba (Piazza degli Autori)
- Pjazza Federiku Maempel (Piazza Federico Maempel)
- Misraħ il-15 ta' Marzu (Piazza 15 marzo)
- Pjazza Narbona (Piazza Narbona)
- Misraħ Monsinjur P.P. Psaila (Piazza Monsignor Pietro Paolo Psaila)
- Pjazza San Franġisk (Piazza San Francesco)
- Misraħ iż-Żebbuġa (Piazza di Olivia)

## Dingli
- Misraħ Frenċ Abela (Piazza Franco Abela)
- Misraħ il-Mafkar (Piazza del Monumento)

## Fgura
- Pjazza Patri Redent Gauchi (Piazza Padre Redento Gauchi)
- Wesgħat Reggie Miller (Piazza Reggie Miller)

## Floriana
- Pjazza tal-Fosos (Piazza dei Granai)
- Pjazza il-Papa Ġwanni XXIII (Piazza Papa Giovanni XXIII)
- Pjazza Sir Lwiġi Preziosi (Piazza Luigi Preziosi)
- Pjazza Robert Sammut (Piazza Roberto Sammut)
- Pjazza San Kalċidonju (Piazza San Calcedonio)
- Pjazza San Publju (Piazza San Publio)
- Pjazza Sant'Anna (Piazza Sant'Anna)
- Misraħ Filippu Sciberras (Piazza Filippo Sciberras)
- Pjazza Emm. S. Tonna (Piazza Emanuele S. Tonna)

## Gargur
- Misraħ il-Knisja (Piazza della Chiesa)

## Gżira
- Misraħ Turo Colombo (Piazza Salvatore Colombo)
- Pjazza Memè Scicluna (Piazza Domenico Scicluna)

## Gudia
- Misraħ tal-Knisja (Piazza della Chiesa)

## Hamrun
- Pjazza Kappillan Muscat (Piazza Cappellano Muscat)
- Pjazza San Pawl (Piazza San Paolo)

## La Valletta
- Misraħ l-Assedju l-Kbir (Piazza del Gran Assedio)
- Misraħ il-Ħelsien (Piazza della Libertà)
- Misraħ l-Indipendenza (Piazza dell'Indipendenza)
- Misraħ Kastilja (Piazza Castiglia)
- Misraħ Mattia Preti (Piazza Mattia Preti)
- Misraħ ir-Repubblika (Piazza della Repubblica)
- Misraħ San Ġorġ (Piazza San Giorgio)
- Misraħ San Ġwann (Piazza San Giovanni)
- Misraħ Sant'Iermu (Piazza Sant'Elmo)
- Misraħ il-Vittorja (Piazza della Vittoria)

## Lia
- Pjazza tat-Trasfigurazzjoni (Piazza della Trasfigurazione)

## L'Iclin
- Pjazza Ninu Cremona (Piazza Nino Cremona)

## Luca
- Misraħ Sant'Andrija (Piazza Sant'Andrea)
- Wesgħet il-Vittmi tal-Gwerra (Piazza Vittime di Guerra)
- Misraħ iż-Żgħażagħ (Piazza degli Adolescenti)

## Mtarfa
- Misraħ Santa Luċija (Piazza Santa Lucia)

## Marsa
- Misraħ G.F. Abela (Piazza G.F. Abela)
- Misraħ Patri Magri (Piazza Padre Magri)

## Marsascala
- Pjazza Dun Tarċis Agius (Piazza Don Tarcisio Agius)
- Misraħ Mifsud Bonnici (Piazza Mifsud Bonnici)

## Marsa Scirocco
- Xatt is-Sajjieda (Passeggiata di Pescara)

## Medina
- Misraħ l-Arċisqof (Piazza del Vescovo)
- Misraħ tal-Mina tal-Griegi (Piazza di Mina dei Greci)
- Misraħ Mesquita (Piazza Meschita)
- Misraħ San Pawl (Piazza San Paolo)
- Misraħ San Publiju (Piazza San Publio)
- Wesgħa ta' Sant'Agata (Piazza di Sant'Agata)
- Pjazza tas-Sur (Piazza delle Mura)

## Melliea
- Misraħ il-Parroċċa (Piazza della Parrocchia)
- Misraħ tas-Salib (Piazza della Croce)
- Pjazza Thomas Spratt (Piazza Tommaso Spratt)
- Misraħ iż-Żjara tal-Papa (Piazza della Visita del Papa)

## Msida
- Misraħ Debono (Piazza De Bono)

## Micabba
- Misraħ il-Fidwa (Piazza della Fede)
- Pjazza tal-Ġublew tad-Djamanti (Piazza del Giubileo di Diamante)
- Pjazza tal-Knisja (Piazza della Chiesa)

## Mugiarro
- Wesgħat il-Ġublew (Piazza del Giubileo)

## Mosta
- Misraħ il-Brittanja (Piazza di Bretagna)
- Misraħ ir-Rotunda (Piazza Rotonda)
- Pjazza San Leonardu (Piazza San Leonardo)

## Nasciaro
- Misraħ Toni Bajjada (Piazza Antonio Baggiada)
- Pjazza Ċelsi (Piazza Chelsea)
- Misraħ San Pawl (Piazza San Paolo)
- Pjazza Vittorja (Piazza Vittoria)

## Paola
- Pjazza Antoine De Paule (Piazza Antonio Di Paola)
- Pjazza Sant' Antnin (Piazza San Antonio)

## Pembrocca
- Misraħ il-Paċi (Piazza della Pace)

## Pietà
- Pjazza San Luqa (Piazza San Luca)

## Rabato
- Misraħ il-Forok (Piazza della Forca)
- Pjazza Adam Isle (Piazza Adam Isle)
- Wesgħa tal-Mużew (Piazza del Museo)
- Misraħ il-Parroċċa (Piazza della Parrocchia)
- Misraħ San Duminku (Piazza San Domenico)

## Safi
- Misraħ Ħlantun (Piazza dell'Antone)
- Misraħ il-Knisja (Piazza della Chiesa)
- Misraħ San Ġużepp (Piazza San Giuseppe)
- Misraħ San Mattew (Piazza San Matteo)

## San Giovanni
- Misraħ l-Awrekarja (Piazza Aurecarìa)
- Wesgħat il-Bajtar (Piazza Baitar)
- Pjazza Vincenzo Borg (Piazza Vincenzo Borg)
- Misraħ iċ-Ċentawrja (Piazza della Centuria)
- Misraħ il-Lewża (Piazza Leusa)
- Misraħ il-Madonna ta' Lourdes (Piazza Madonna di Lourdes)
- Misraħ il-Ward (Piazza di Fuori)

## San Giuliano
- Pjazza Balluta (Piazza Balluta)
- Pjazza il-Qalb ta' Ġesù (Piazza del Sacro Cuore di Gesù)

## Santa Lucia
- Misraħ Dorell (Piazza Dorell)

## Santa Venera
- Misraħ il-Kebbies (Piazza della Lanterna)
- Misraħ Santa Venera (Piazza Santa Venera)

## Sciaira
- Wesgħet il-Ħelsien (Piazza della Libertà)

## Sliema
- Pjazza Sir Adrian Dingli (Piazza Adriano Dingli)
- Pjazza tal-Lunzjata (Piazza Santa Maria Annunziata)
- Pjazza Sant' Anna (Piazza Sant'Anna)

## Siggeui
- Pjazza Ċittà Ferdinand (Piazza Città Ferdinand)
- Misraħ il-Vittmi tal-Gwerra (Piazza delle Vittime di Guerra)
- Wesgħa l-Palazz (Piazza del Palazzo)
- Pjazza San Ġwann (Piazza San Giovanni)
- Pjazza San Nikola (Piazza San Nicola)

## Tarscen
- Pjazza Agatha Barbara (Piazza Agata Barbara)
- Misraħ Buleben (Piazza Bulebene)
- Misraħ ir-Repubblika (Piazza della Repubblica)
- Misraħ tas-Suq (Piazza del Mercato)

## Vittoriosa
- Misraħ ir-Rebħa (Piazza della Vittoria)

## Zabbaria
- Misraħ tal-Madonna Medjatriċi (Piazza della Madonna Mediatrice)
- Misraħ il-Qalbiena Maltin (Piazza degli Eroi Maltesi)
- Misraħ San Ġakbu (Piazza San Giacomo)
- Misraħ San Nikola (Piazza San Nicola)
- Misraħ is-Sliem (Piazza della Pace)
- Misraħ Alofju Wignacourt (Piazza Alfio Wignacourt)

## Zebbug
- Misraħ l-Isptar (Piazza dell'Ospedale)
- Misraħ Muxi (Piazza Mussi)
- Misraħ San Filippu (Piazza San Filippo)

## Zeitun
- Misraħ il-Bandolier (Piazza del Bandolero)
- Misraħ il-Bjar (Piazza Bigiarro)
- Misraħ Girgor Bonici (Piazza Gregorio Bonnici)
- Misraħ Ġorġ Busuttil (Piazza Giorgio Busuttil)
- Misraħ Karlu Diacono (Piazza Carlo Diacono)
- Misraħ Diċembru Tlettax (Piazza 13 dicembre)
- Wesgħet Għajn tal-Bhejjem (Piazzale del Bestiame)
- Misraħ Karmnu Grima (Piazza Carmelo Grima)
- Misraħ l-Indipendenza (Piazza dell'Indipendenza)
- Wesgħet l-Inġiniera (Piazza dell'Ingegneria)
- Misraħ Ta' Pizzuta (Piazza di Pizzuta)
- Misraħ ir-Repubblika (Piazza della Repubblica)
- Misraħ Santa Marija (Piazza Santa Maria)
- Misraħ Strejnu (Piazza Streino)
- Misraħ Mikiel Anton Vassalli (Piazza Michele Antonio Vassalli)
- Misraħ il-Kanonku Ġwanni Vella (Piazza Canonico Giovanni Vella)

## Zurrieq
- Wesgħa Franġisk Bugeja (Piazza Francesco Bugeia)
- Wesgħat Joseph M. Cassar (Piazza Giuseppe Maria Cassar)
- Misraħ il-Karmelitani (Piazza dei Carmelitani)
- Misraħ Mattia Preti (Piazza Mattia Preti)
- Misraħ ir-Repubblika (Piazza della Repubblica)
- Misraħ San Lażżru (Piazza San Lazzaro)
- Misraħ Santa Marija (Piazza Santa Maria)